# خمره (فیلم)
خمره یک فیلم ایرانی به کارگردانیِ ابراهیم فروزش و بازیگریِ بهزاد خداویسی و فاطمه ارزه محصول ۱۳۷۰ است. این فیلم در سالِ ۱۹۹۴، برنده جایزهٔ یوزپلنگ طلایی از جشنواره فیلم لوکارنو شد و فیلمنامه آن نیز بر اساسِ کتابِ خمره، اثرِ هوشنگ مرادی کرمانی، نوشته شده است.

## داستان
در کویر مرکزی ایران. زیر سایه درختی در انتهای حیاط مدرسه روستا، خمره بزرگ سنگی وجود دارد که بچه‌های مدرسه مرتب می‌آیند تا از آن بنوشند. یک روز، این خمره شروع به نشت می‌کند. سپس مدیر مدرسه با یک مشکل اساسی روبرو می‌شود …